# Distrito Escolar Independiente de Humble

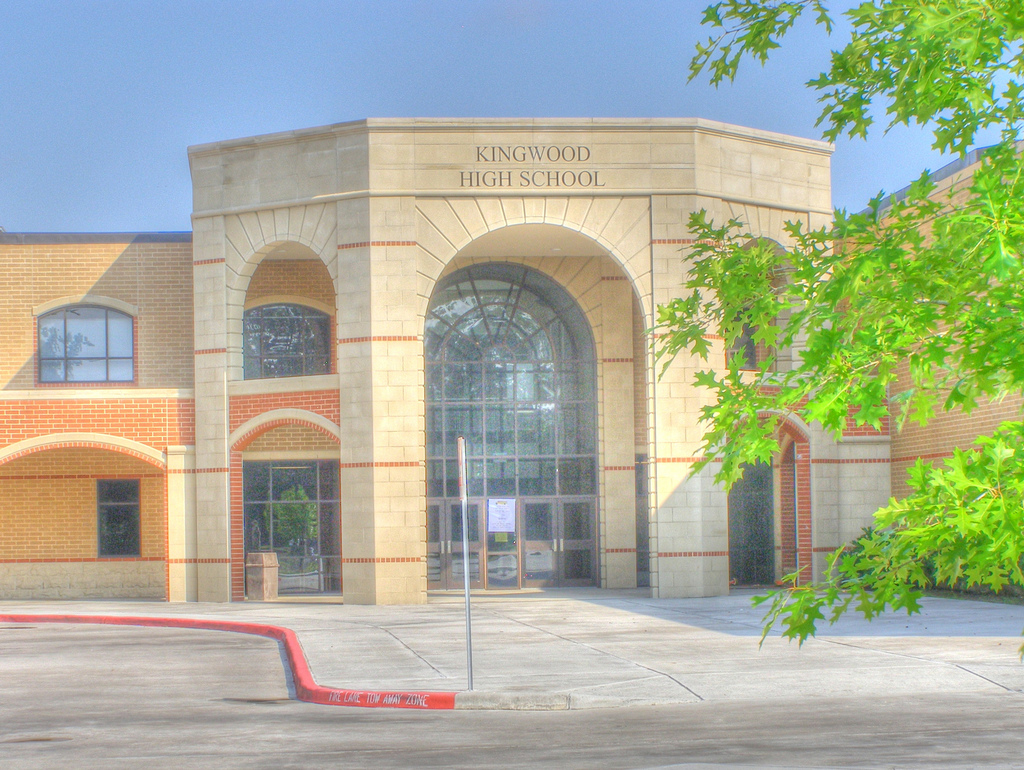
Escuela Preparatoria de Kingwood (EN)

El Distrito Escolar Independiente de Humble (Humble Independent School District) es un distrito escolar de Texas. Tiene su sede en Humble. El consejo escolar distrito tiene siete miembros. El distrito gestiona escuelas en Humble, Houston (incluyendo Kingwood (EN)), y áreas no incorporadas (Atascocita). Humble ISD, el distrito escolar trigésimo más grande de Texas, tiene menos de 40 escuelas, menos de 36.000 estudiantes, y más de 5.000 empleados.